# Christina Nielsen
Pour les articles homonymes, voir Nielsen.
Christina Nielsen, née le 10 janvier 1992 à Hørsholm, est une pilote automobile danoise qui est la première femme à remporter un titre de la série WeatherTech SportsCar Championship. Elle est la fille du pilote automobile Lars Erik Nielsen, qui a participé aux 24 Heures du Mans dans les années 2000.

## Carrière sportive

### Karting
Christina Nielsen commence sa carrière de karting en 2007. Après quelques saisons de karting, elle passe à la compétition officielle en 2010.

### Formule Ford Danemark & ADAC Formel Masters
Après le karting de 2007 à 2009, Christina Nielsen fait ses débuts en 2010 dans le Championnat Danois de Formule Ford et termine neuvième du classement.
Après avoir disputé deux manches individuelles dans le cadre des ADAC Formel Masters en 2010, Nielsen participe à la saison complète en 2011.

### Course GT
En 2012, Christina Nielsen opte pour la Porsche Carrera Cup Allemagne en catégorie B et se classe cinquième de sa classe. En 2013, elle concourt dans le championnat de l'ADAC GT Masters. En 2014, NGT Motorsport l'engage pour participer au Tudor SportsCar Championship.
En 2015, Christina Nielsen participe à l'ensemble du championnat IMSA Tudor SportsCar Championship dans la classe GTD avec une Aston Martin V12 Vantage sous la bannière de l'écurie TRG-AMR North America avec comme copilotes Kuno Wittmer et James Davison. Elle signe quatre deuxièmes places et une troisième place, terminant ainsi deuxième à deux points derrière Townsend Bell et Bill Sweedler.

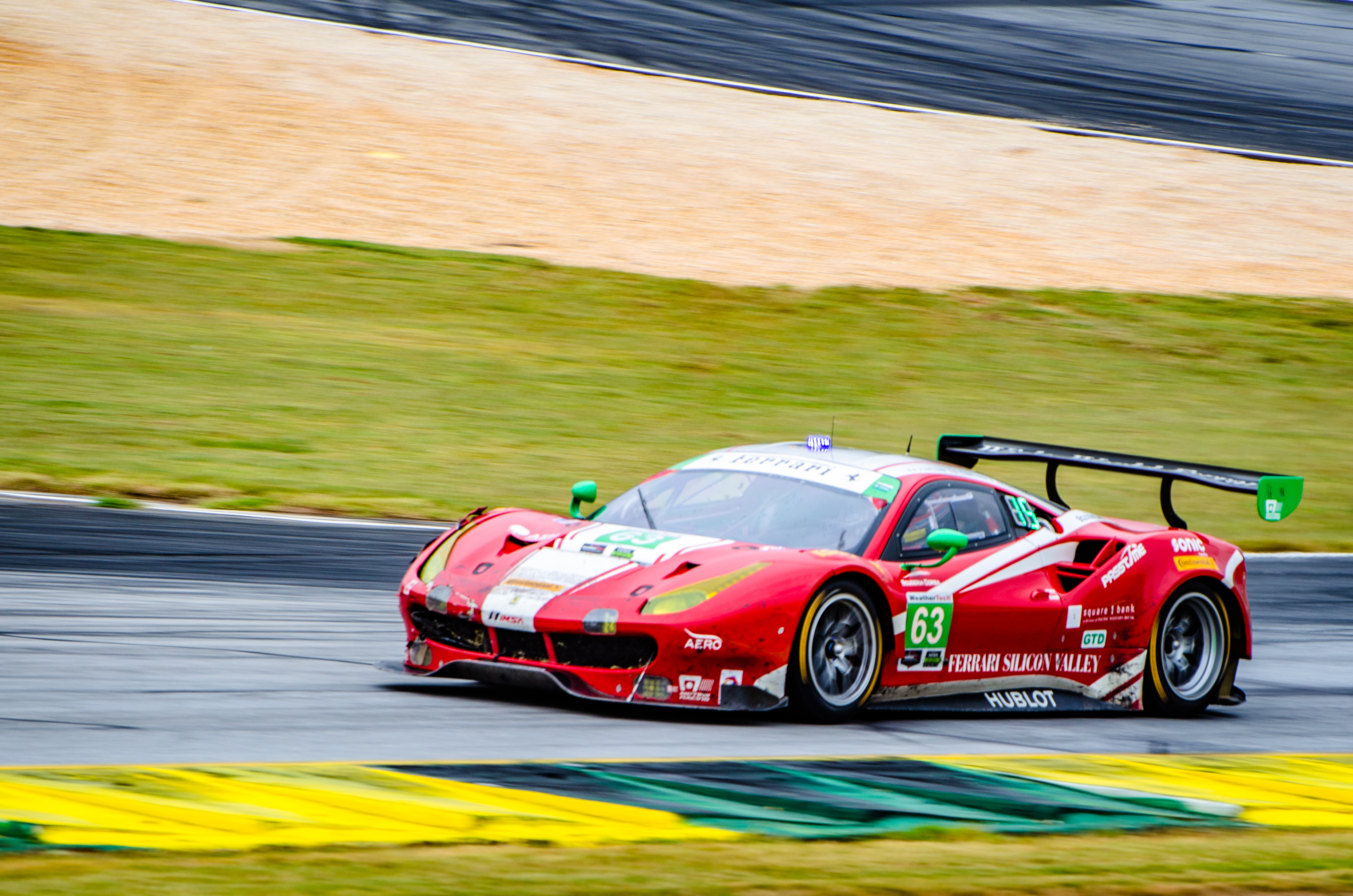
La Ferrari 488 GT3 de la Scuderia Corsa au Petit Le Mans 2017.

La Danoise continue dans le WeatherTech SportsCar Championship en 2016, rejoignant l'écurie Scuderia Corsa pour rouler aux côtés d'Alessandro Balzan avec une Ferrari 488 GT3 dans la classe GTD. Elle remporte les 12 Heures de Sebring avec Jeff Segal comme troisième copilote. Avec une autre victoire aux 6 Heures de Watkins Glen et quatre podiums supplémentaires tout au long de la saison, Christina Nielsen et Alessandro Balzan remportent le WeatherTech SportsCar Championship 2016, avec un total de 299 points pour l'année. La Danoise devient la première femme à remporter un grand championnat professionnel de voitures de sport en Amérique du Nord,,. Elle participe également aux 24 Heures du Mans avec l'écurie Formula Racing dans la catégorie GTE-Am, partageant le volant d'une Ferrari 458 Italia GT2 avec ses compatriotes Johnny Laursen et Mikkel Mac. L'équipage, parti de la quarante-septième position sur la grille termine trente-cinquième au classement général et sixième de la classe GTE-Am avec 319 tours bouclés.

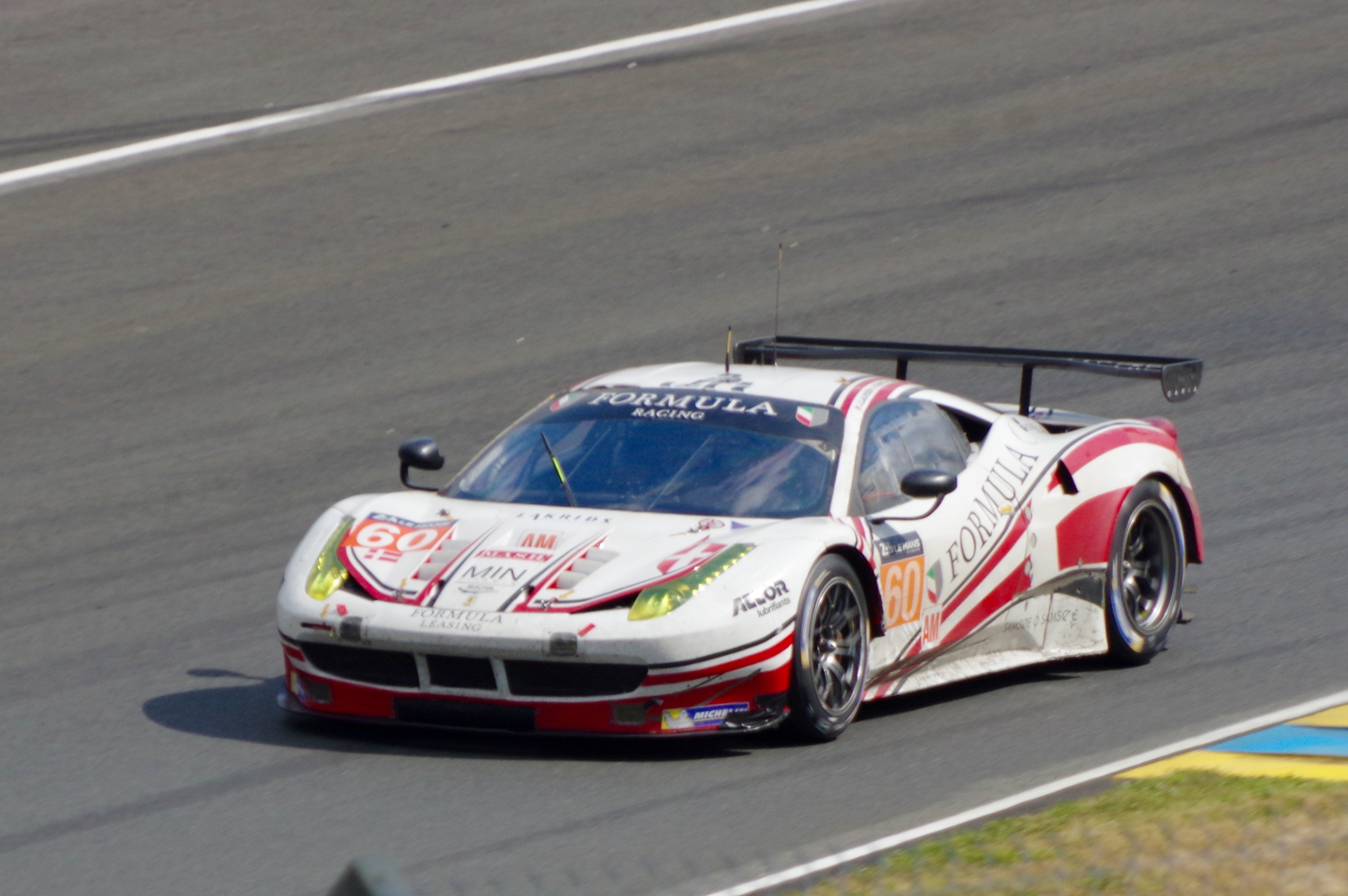
Christina Nielsen au 24 Heures du Mans 2016 à bord de la Ferrari 458 Italia GT2 de Formula Racing.

Pour 2017, Christina Nielsen continue dans le WeatherTech SportsCar Championship avec l'écurie Scuderia Corsa pour rouler aux côtés d'Alessandro Balzan avec une Ferrari 488 GT3 dans la classe GTD. Avec une victoire au Continental Tire Monterey Grand Prix, quatre deuxièmes places et deux troisièmes place tout au long de la saison, Christina Nielsen et Alessandro Balzan remportent de nouveau le WeatherTech SportsCar Championship, avec un total de 340 points pour l'année. Pour la seconde année consécutive, elle participe aux 24 Heures du Mans mais cette fois-ci avec l'écurie Scuderia Corsa dans la catégorie GTE-Am. Elle partage le volant d'une Ferrari 488 GTE avec Alessandro Balzan et Bret Curtis. Les qualifications ne se passent pas bien et l'équipage doit partir de la dernière position sur la grille. En course, ils terminent à la quarante-quatrième place au classement général et à la quatorzième de la classe GTE-Am avec 314 tours bouclés.
En 2018, Christina Nielsen quitte l'écurie Scuderia Corsa pour rejoindre le Wright Motorsports et piloter une Porsche 911 GT3 R (991) afin de participer au WeatherTech SportsCar Championship. Elle rejoint également l'écurie italienne Ebimotors afin de participer aux 24 Heures du Mans sur une Porsche 911 RSR.

## Résultats sportifs

### Résultats de la série WeatherTech SportsCar Championship
| Année | Écurie                | Constructeur             | Moteur                        | Classe | 1      | 2       | 3     | 4     | 5     | 6       | 7     | 8      | 9     | 10     | 11    | 12     | Classement | Points |
| ----- | --------------------- | ------------------------ | ----------------------------- | ------ | ------ | ------- | ----- | ----- | ----- | ------- | ----- | ------ | ----- | ------ | ----- | ------ | ---------- | ------ |
| 2014  | NGT Motorsport        | Porsche 911 GT America   | Porsche 4,0 l Flat-6          | GTD    | DAY 9  | SIR DNF | LBH   | LS    | DET   | S6H 6   | MSP   | LRP    | ELK   | VIR    | AUS   | PET    | 34e        | 73     |
| 2014  | TRG-AMR North America | Aston Martin Vantage GT3 | Aston Martin 6,0 l V12        | GTD    | DAY    | SIR     | LBH   | LS    | DET   | S6H     | MSP   | LRP    | ELK   | VIR    | AUS   | PET 10 | 34e        | 73     |
| 2015  | TRG-AMR North America | Aston Martin Vantage GT3 | Aston Martin 6,0 l V12        | GTD    | DAY 13 | SIR 2   | LBH   | LS 5  | DET 2 | S6H DNF | MSP   | LRP 3  | ELK 2 | VIR 2  | AUS 8 | PET 9  | 2e         | 279    |
| 2016  | Scuderia Corsa        | Ferrari 488 GT3          | Ferrari F154CB 3,9 l Turbo V8 | GTD    | DAY 6  | SIR 1   | LBH   | LS 2  | DET 3 | S6H 1   | MSP 4 | LRP 11 | ELK 3 | VIR 7  | AUS 3 | PET 2  | 1re        | 299    |
| 2017  | Scuderia Corsa        | Ferrari 488 GT3          | Ferrari F154CB 3,9 l Turbo V8 | GTD    | DAY 16 | SIR 2   | LBH 3 | AUS 2 | DET 2 | S6H 2   | MSP 3 | LRP 6  | ELK 5 | VIR 12 | LS 1  | PET 9  | 1re        | 340    |

### Résultats des 24 Heures du Mans
| Année | Écurie         | Copilotes                     | Voiture                | Classe | Tours | Pos. | Pos. Class. |
| ----- | -------------- | ----------------------------- | ---------------------- | ------ | ----- | ---- | ----------- |
| 2016  | Formula Racing | Johnny Laursen Mikkel Mac     | Ferrari 458 Italia GT2 | GTE Am | 319   | 35e  | 6e          |
| 2017  | Scuderia Corsa | Alessandro Balzan Bret Curtis | Ferrari 488 GTE        | GTE Am | 314   | 44e  | 14e         |
| 2018  | Ebimotors      | Fabio Babini Érik Maris       | Porsche 911 RSR        | GTE Am | 332   | 31e  | 6e          |